# Récifs algaux de Taïwan

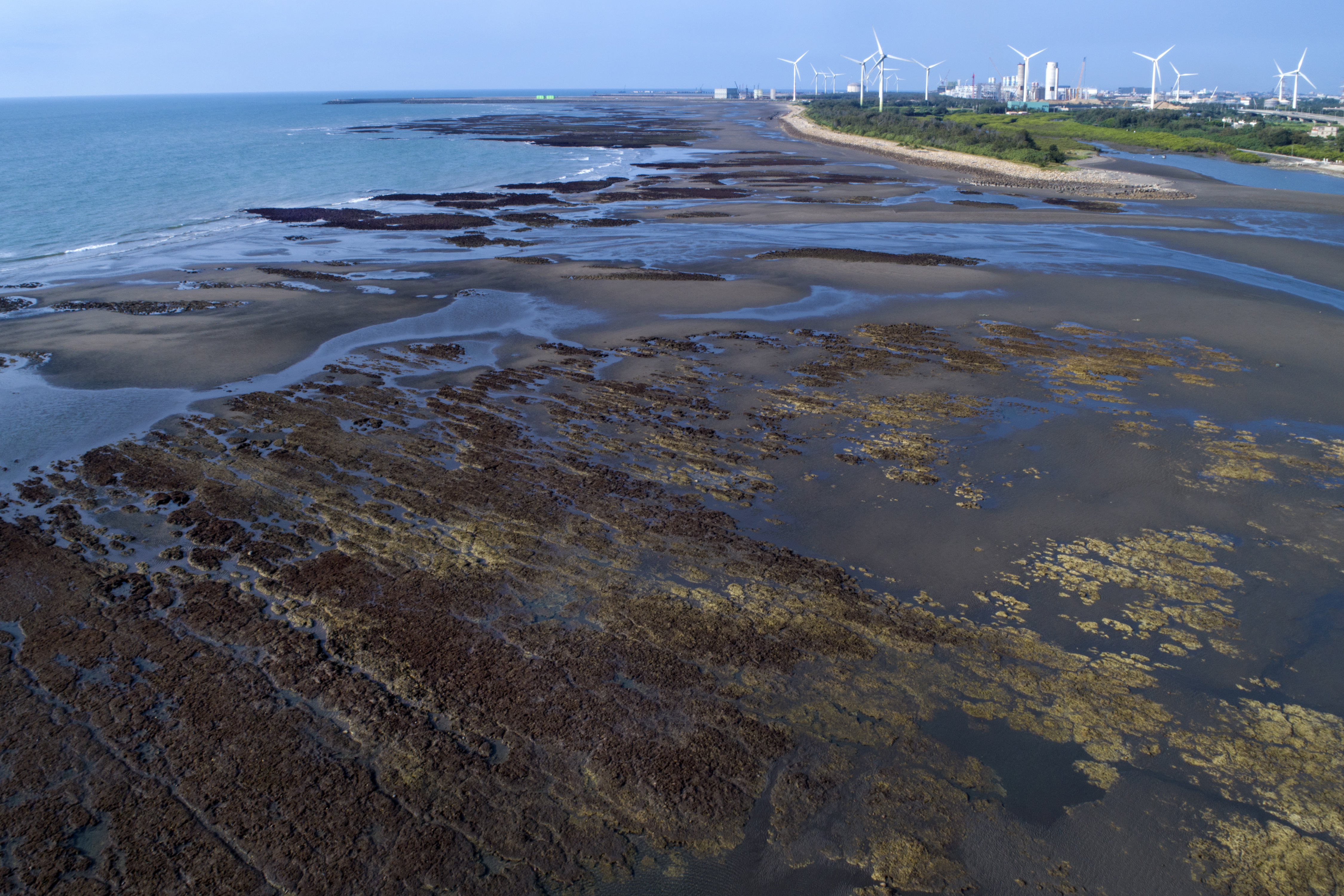
Vue du récif algal de Guanxin.

Les récifs algaux de Taïwan s'étendent de la côte du district de Guanyin à la ville de Taoyuan, au nord-ouest de l'île de Taïwan. Du nord au sud, ils se subdivisent en trois parties : le récif algal de Baiyu, celui de Datan et celui de Guanxin.
Composés des dépôts de carbonate de calcium de coquilles d'algues et non de ceux de coraux, ces récifs voient leur origine dans la présence d'une couche de gravier dans le sous-sol du plateau côtier, ayant permis aux algues de s'y fixer. Formation rare dans le monde, les récifs couvraient dans les années 1990 vingt-sept kilomètres de côte, contre seulement sept dans les années 2020 en raison de la pollution industrielle et des polders. Depuis 2014, les récifs algaux sont protégés sur quatre kilomètres,.
Un référendum en décembre 2021 échoue à protéger une partie du récif d'un élargissement d'un terminal gazier à Datan.

## Galerie

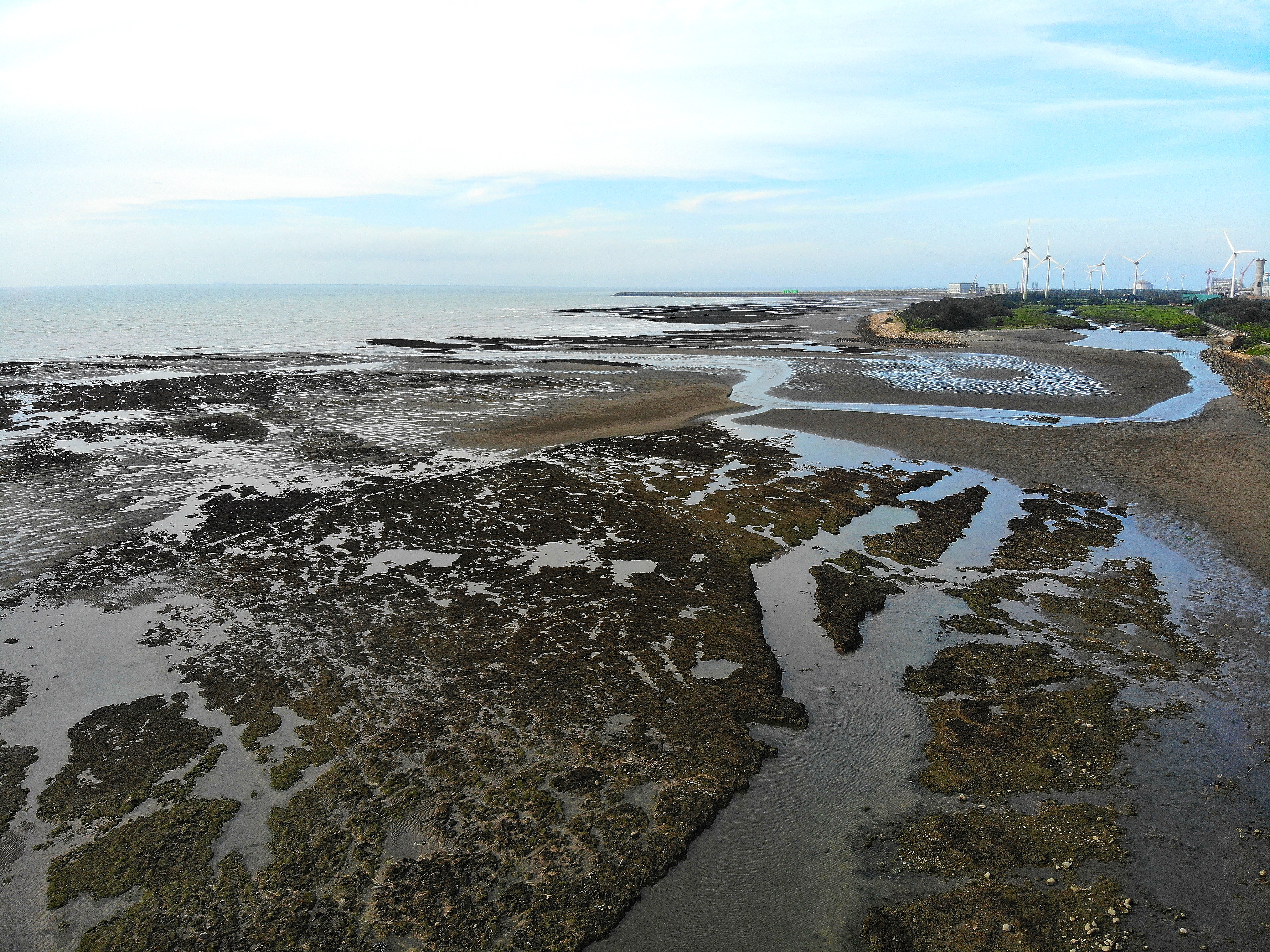
Vue du récif algal de Guanxin.
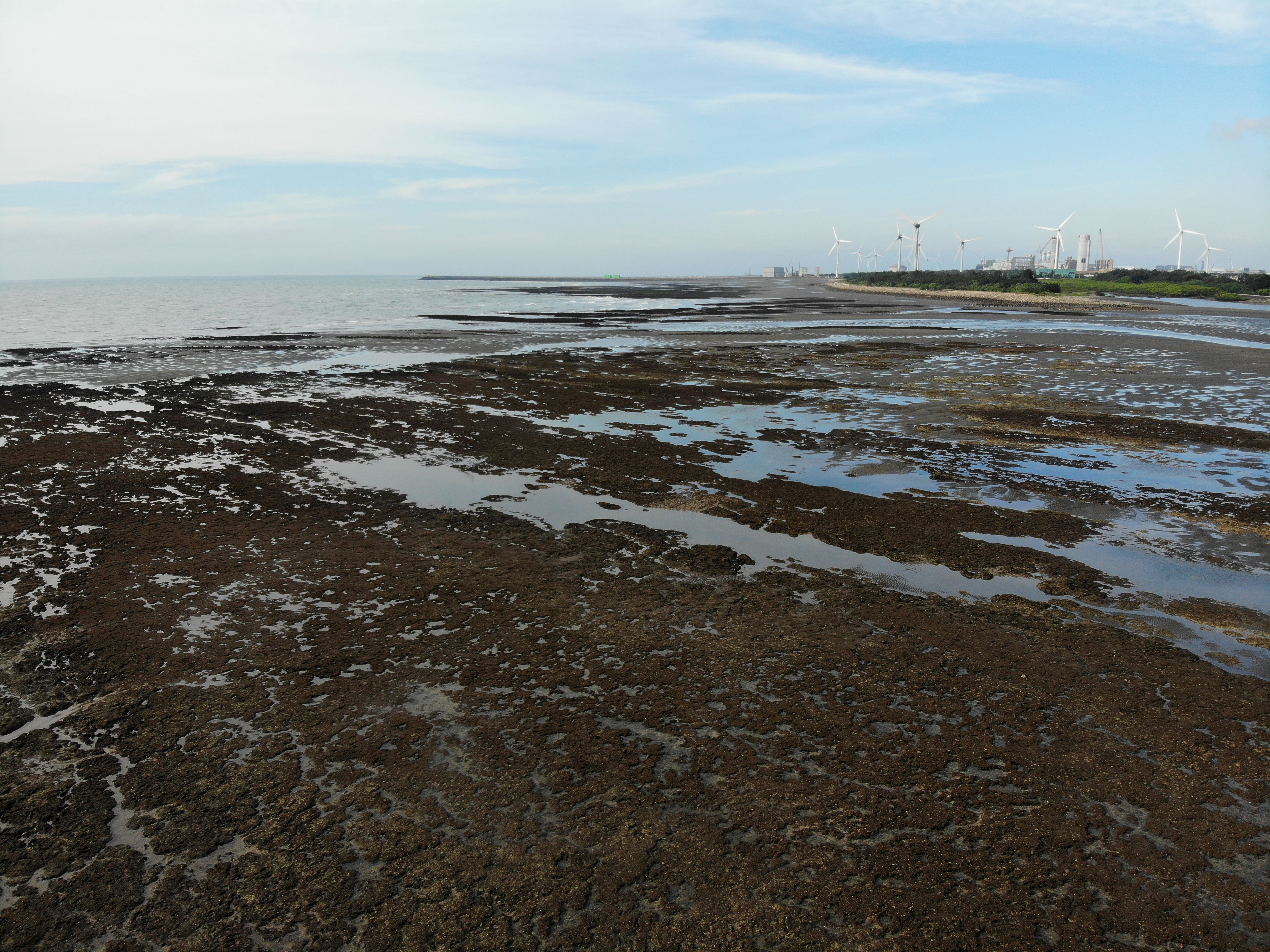
Même récif. mai 2021.